# Victoria Jiménez
Victoria Jiménez Kasintseva (9 de agosto de 2005) es una tenista profesional andorrana.
Jiménez tiene un ranking de individuales WTA más alto de su carrera, n.º 154, logrado el 18 de julio de 2022. También tiene un ranking WTA más alto de su carrera, n.º 329 en dobles, logrado el 22 de agosto de 2022.
Hizo su debut en el cuadro principal del WTA Tour en el Masters de Madrid 2021 como wildcard, también como la más joven y la primera jugadora de Andorra en aparecer en un cuadro principal de un torneo WTA, donde perdió en la primera ronda ante Kiki Bertens. Logró el puesto número 1 en el ranking ITF Júnior, el más alto de su carrera, el 9 de marzo de 2020.
Jiménez nació en Andorra de padre andorrano, Joan Jiménez Guerra, y madre rusa, Yulia Kasintseva. Su padre es un extenista profesional que alcanzó un ranking de 505, el más alto de su carrera. Pasó tres años de su infancia en Kentucky (Estados Unidos) y habla cinco idiomas con fluidez: español, inglés, catalán, francés y ruso.